# Пехтин, Алексей Иванович
Алексей Иванович Пехтин (2 июня 1922, Мологский уезд, Ярославская губерния — 1996, Санкт-Петербург) — советский хозяйственный, государственный и политический деятель, Герой Социалистического Труда.

## Биография
Родился в 1922 году в деревне Малые Сокольники. С 1925 года жил в Ленинграде; с 1938 года работал в инструментальном цехе ремонтно-механического завода.
В 1941 году работал инструментальщиком в Новосибирске, куда был эвакуирован ремонтно-механический завод. С 14 октября 1941 года — в Красной армии (призван Ипподромовским РВК Новосибирска). Участник Великой Отечественной войны, санитар роты 118-го гвардейского стрелкового полка 37-й гвардейской стрелковой дивизии Сталинградского фронта. Член КПСС с 1943 года. Демобилизован 25 мая 1946 года, старший сержант.
Работал слесарем-инструментальщиком в НИИ № 34 (позднее — Научно-исследовательский институт «Гириконд», с марта 1969 — в составе НПО «Позитрон» Министерства электронной промышленности СССР), председатель совета наставников НПО «Позитрон».
Указом Президиума Верховного Совета СССР от 29 июля 1966 года за выдающиеся заслуги в выполнении заданий семилетнего плана 1959—1965 годов и создание новой техники присвоено звание Героя Социалистического Труда с вручением ордена Ленина и золотой медали «Серп и Молот».
Умер в Санкт-Петербурге в 1996 году, похоронен на Шуваловском кладбище.
Сын — Владимир Алексеевич Пехтин — депутат Государственной Думы III—VI созывов.

## Награды
- Медаль «За боевые заслуги» (4.2.1943)[8]
- Медаль «За трудовую доблесть» (6.12.1949)[4]
- Орден Трудового Красного Знамени (17.6.1961)[4]
- Золотая медаль «Серп и Молот» Героя Социалистического Труда и орден Ленина (29.7.1966)[4]
- Орден Октябрьской Революции (8.6.1977)[4]
- Орден Отечественной войны I степени (6.4.1985)[9]

## Комментарии
1. ↑  Деревня Малые Сокольники[1] находилась в 55 верстах от Мологи и относилась к 1-му стану Моложского уезда Ярославской губернии; не сохранилась[2], ныне — территория Некоузского сельского поселения в Некоузском районе Ярославской области[3].